# Джигербент

Города Хорезма перед монгольским нашествием

Джигербе́нт (также Джигербе́нд, Джикарба́нд; туркм. Jigerbent) — городище на территории Лебапского велаята Туркмении, располагается в 5 км к югу от Дарган-Аты, в 3 км от современного русла Амударьи. Был основан как город в IV—III веках до н. э. и просуществовал до XII века. Является частью древнего и средневекового Хорезма.

## Упоминания в средневековых источниках
Впервые он упомянут у Аль-Истахри (середина X века) при описании караванного пути из Бухары в Хорезм через Амуль:

Дорога из Бухары в Хорезм — это дорога по пустыне. Едут из Бухары день до Фарахши по населенной местности, потом едут 8 дней все время по пустыне, в которой нет станций, рабатов и жилых мест, — это путь по пастбищам, поэтому для него не приводятся остановки. А кто желает, переправляется через Джейхун и Амуль и едет в Хорезм. От Бухары до Фарабра два дня пути, в Фарабре переправляются через реку в Амуль, от Амуля едут по берегу день до Виза, от Виза до Мардуса день пути, от Мардуса до Асбаса день, от Асбаса до Сайфина день, затем до Тахирии день, затем до Джигирбенда день, затем до Даргана день, затем до Садвара день, затем до Хазараспа день, затем до Хорезма день, а (всего) от Бухары до Хорезма по населенной местности 12 дней пути.

Более подробные сведения о городе принадлежат Аль-Макдиси (конец X века), который, перечисляя города левобережного Хорезма, отмечает:

Джигербенд подобен Хиве, он на берегу, в нем много деревьев и садов, рынок его велик и благоустроен, соборная мечеть на краю его; его пересекает главная дорога.

Тот же автор указывает, что на правом берегу реки, у переправы, находился одноименный рабат, который, очевидно, должен был эту переправу охранять; его можно отождествлять с сохранившимися доныне развалинами Сартараша. Судя по всему, помимо основного караванного маршрута с переправой у Амуля существовал и путь через Джигербент.
Следующее по времени упоминание города (Джа’фарбенд) можно видеть в пересказе Байхаки повествования Бируни о завоевании Хорезма Махмудом Газневи в 1017 году.
Обращает на себя внимание отсутствие упоминания о Джигербенте у автора начала XII века Якута аль-Хамави, оставившего наиболее пространное описание Хорезма накануне монгольского нашествия. Возможно, это свидетельствует о том, что город в его время лежал в развалинах или влачил жалкое существование. Однако в дорожнике XIV века, составленном Хамдаллахом Казвини, Джигербент вновь назван в числе населенных пунктов, лежавших на пути из Мерва в столицу Хорезма.
В хивинских хрониках (Мунис-Агехи) XIX века появляется топоним Джигербенд-Ата, указывающий, что с развалинами был связан культ какого-то местного святого. Почитаемая «гробница» его находится в пещере, вырубленной в обрыве холма. Эта святыня явно позднего происхождения, однако проведенные раскопки показывают, что уже в средневековом городе существовало весьма своеобразное святилище. Исследователи, начиная с В. В. Бартольда, отождествляют это городище со средневековым городом Джигербенд (Джикарбанд), упоминаемым авторами X—XI и XIV веков.

## Раскопки
Раскопки городища проводились в 1973—1974 годах под руководством О. А. Вишневской. В результате была обнаружена овальная в плане крепость, возведение которой относится к IV—III векам до н. э., частично перестроенная в V—VII веках. Крепость имела стены толщиной 6,5 метров с круглыми в плане башнями.
В IX веке на остатках старой крепости воздвигнута новая, служившая окруженим средневековому городу с домами, мечетью и минаретом.
Также при раскопках обнаружено сооружение, которое было датировано IX—XI веками и условно названо храмом огня. Постройка представляла собой помещение с кирпичной вымосткой посредине и обрамлённой колоннами округлой нишей с южной стороны. В нише размещался очаг, стилизованный в форме человека, в котором, по предположению исследователей, при религиозных церемониях разжигался священный огонь, в прочее время поддерживавшийся перед нишей в специальном сосуде.
При раскопках найдено большое количество археологических объектов: более 200 целых сосудов из керамики и бронзы, а также динар, 1016 года и другие предметы.